# Sällskapet Hortikulturens vänner
Sällskapet Hortikulturens vänner är en trädgårdsförening i Göteborg, grundad 1873. Föreningen genomför bland annat föreläsningar. Sällskapet har även hand om Gustafssonska donationsfonden som donerar träd. Föreningen är en del av Riksförbundet Svensk Trädgård.
Kring sekelskiftet 1900 väcktes i Göteborg idéer om koloniträdgårdar och föredrag hölls hos Sällskapet Hortikulturens vänner.
Stadsträdgårdsmästaren Erhard Arvid Wahman var ordförande i Sällskapet Hortikulturens vänner 1936–1948 och stadsträdgårdsmästaren Karl E. Axelsson var ordförande 1949–1958.